# وادی فیران
وادی فیران (انگلیسی: Wadi Feiran) ناحیه‌ای است در شبه‌جزیره سینای مصر قرار گرفته است ولی بزرگترین رود فصلی یا همان وادی در این ناحیه محسوب می‌شود. این وادی، رودی فصلی است که توسط کوههای اطراف دیر کاترین مقدس بالا می‌آید.